# María Páramo
María Euridice Páramo Fonseca (Bogotá, Colombia, 1963 - Bogotá, 4 de enero de 2025)fue una paleontóloga y geóloga colombiana. Fue profesora asociada en la Universidad Nacional de Colombia en Bogotá y contribuyó a la paleontología en Colombia en los campos de la descripción de varios reptiles del Cretácico, los más notables de los cuales son los mosasáuridos Eonatator y Yaguarasaurus.

## Biografía

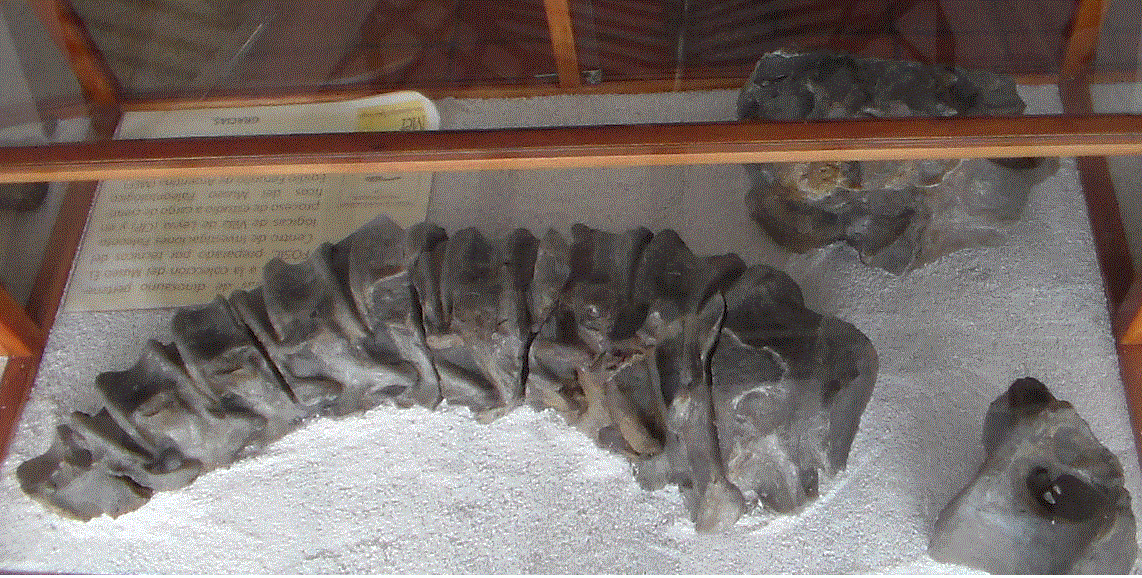
Páramo fue coautora de la publicación sobre Padillasaurus leivaensis, el primer fósil de dinosaurio encontrado en Colombia.

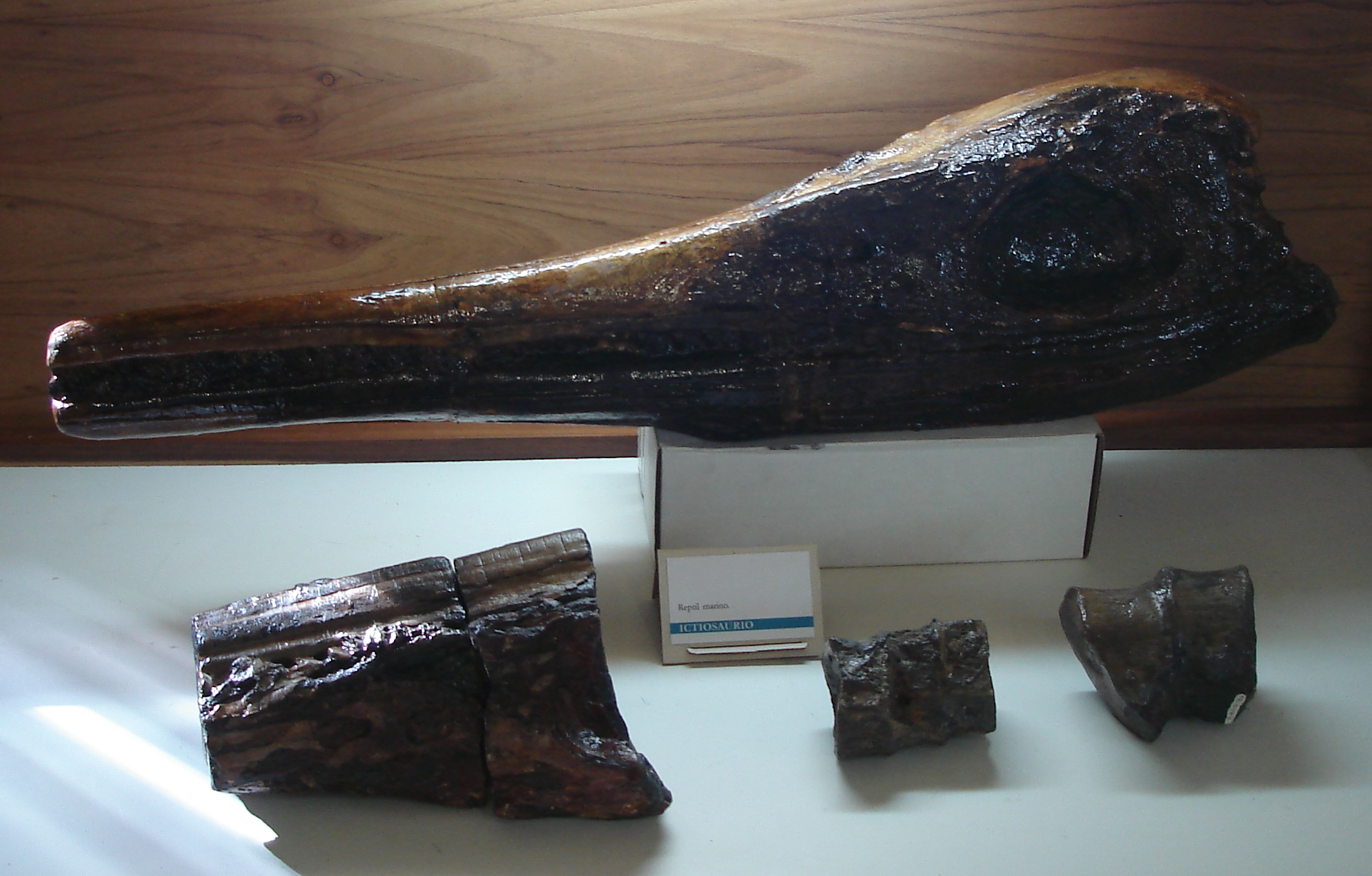
Cráneo de Kyhytysuka sachicarum.

En 1991, Páramo obtuvo su grado de geóloga de la Universidad Nacional de Colombia con una tesis titulada Posición Sistemática de un reptil marino con base en los restos fósiles encontrados en capas del Cretácico Superior en Yaguará, Huila y su grado de doctorado en 1997 de la Universidad de Poitiers (Université de Poitiers) con la tesis Les Vertébrés marins du Turonien de la Vallée Supérieure du Magdalena, Colombie, Systématique, Paléoécologie et Paléobiogéographie (Los vertebrados marinos turonianos del Alto Valle del Magdalena, Colombia, Sistemática, Paleoecología y Paleobiogeografía).
Páramo, junto con su colega paleontólogo Fernando Etayo, colaboró en la descripción del primer fósil de dinosaurio encontrado en Colombia, Padillasaurus leivaensis de la Formación Paja, cercana a Villa de Leyva, Boyacá.
Otra especie descrita por Páramo es el mosasáurido Eonatator coellensis de Coello, Tolima, el pliosáurido Stenorhynchosaurus munozi, el ictiosaurio Kyhytysuka sachicarum de la Formación Paja, el mosasáurido Yaguarasaurus columbianus de la Formación La Frontera, Huila, el fósil de la especie de pez Bachea huilensis del grupo Villeta, y gonfotéridos del Pleistoceno cerca de la ciudad de Cartagena.
Páramo ha publicado sus trabajos en español, francés e inglés. Fue funcionaria y directora del Museo Geológico Nacional José Royo y Gómez en Bogotá. Falleció en enero de 2025.

## Trabajos
Esta lista es una selección.

### Artículos
- 2018 - Páramo-Fonseca, María Eurídice. «Restos apendiculares de un ictiosaurio oftalmosáurido del Barremiano inferior de Villa de Leiva, Colombia». Boletín de Geología.
- 2016 - Stenorhynchosaurus munozi, gen. et sp. nov. a new pliosaurid from the Upper Barremian (Lower Cretaceous) of Villa de Leiva, Colombia, South America
- 2013 - Eonatator coellensis nov. sp. (Squamata: Mosasauridae), a new species from the Upper Cretaceous of Colombia
- 2012 - Mosasauroids from Colombia
- 2007 - The first Late Pleistocene record of Kinosternon (Cryptodira: Kinosternidae) turtles for Northern South America, Pubenza locality, Colombia
- 2001 - Los peces de la familia Pachyrhizodontidae (Teleostei) del Turoniano del Valle Superior del Magdalena, Colombia, dos nuevas especies
- 2000 - Yaguarasaurus columbianus (Reptilia, Mosasauridae), a primitive mosasaur from the Turonian (Upper Cretaceous) of Colombia
- 1998 - Platypterigius sachicarum (Reptilia, Ichtyosauria), nueva especie del Cretácico de Colombia
- 1997 - Bachea huilensis nov. gen., nov. sp., premier Tselfatioidei (Teleostei) de Colombie

## Trabajos notables de Páramo
- Páramo, María E.; Gómez Pérez, Marcela; Noé, Leslie F.; Etayo, Fernando (2016). «Stenorhynchosaurus munozi, gen. et sp. nov. a new pliosaurid from the Upper Barremian (Lower Cretaceous) of Villa de Leiva, Colombia, South America». Revista de la Academia Colombiana de Ciencias Exactas, Físicas y Naturales 40: 84-103. Consultado el 1 de junio de 2017.
- Carballido, José L.; Pol, Diego; Parra Ruge, Mary L.; Padilla Bernal, Santiago; Páramo Fonseca, María E.; Etayo Serna, Fernando (2015). «A new Early Cretaceous brachiosaurid (Dinosauria, Neosauropoda) from northwestern Gondwana (Villa de Leiva, Colombia)». Journal of Vertebrate Paleontology. Online edition: e980505. Consultado el 1 de junio de 2017.
- Páramo Fonseca, María Euridice (2013). «Eonatator coellensis nov. sp. (Squamata: Mosasauridae), a new species from the Upper Cretaceous of Colombia». Revista Académica Colombiana de Ciencias Naturales XXXVII: 499-518. Consultado el 1 de junio de 2017.
- Páramo Fonseca, María Euridice; Escobar Quemba, Ingrid Carolina (2010). «Restos mandibulares de mastodonte encontrados en cercanías de Cartagena, Colombia». Geología Colombiana 35: 50-57. Consultado el 1 de junio de 2017.
- Páramo Fonseca, María Euridice (2000). «Yaguarasaurus columbianus (Reptilia, Mosasauridae), a primitive mosasaur from the Turonian (Upper Cretaceous) of Colombia». Historical Biology 14: 121-131. Consultado el 1 de junio de 2017.
- Páramo, María E (1998). «Platypterygius sachicarum (Reptilia, Ichthyosauria) nueva especie del Cretácico de Colombia». Revista INGEOMINAS 6: 1-12.
- Páramo, María (1997). «Bachea huilensis nov. gen., nov. sp., premier Tselfatioidei (Teleostei) de Colombie». Comptes Rendus de l'Académie des Sciences, Série IIA 325: 147-150. Consultado el 1 de junio de 2017.